# Pak Jong-hyeon
Pak Jong-hyeon (nome original em coreano:  박 종현; Seul, 15 de setembro de 1938) é um ex-ciclista olímpico sul-coreano. Jong-hyeon representou a sua nação em duas provas nos Jogos Olímpicos de Verão de 1960, em Roma.